# Jacek Wojciechowicz
Jacek Piotr Wojciechowicz (Racibórz; 26 de Junho de 1963 — ) é um político da Polónia. Ele foi eleito para a Sejm em 25 de Setembro de 2005 com 3380 votos em 19 no distrito de Warsaw, candidato pelas listas do partido Platforma Obywatelska.
Ele também foi membro da Sejm 2001-2005.